# Nayemont-les-Fosses
Nayemont-les-Fosses is een gemeente in het Franse departement Vosges in de regio Grand Est. De plaats maakt deel uit van het arrondissement Saint-Dié-des-Vosges en sinds 22 maart 2015 van het kanton Saint-Dié-des-Vosges-2. Daarvoor viel Nayemont-les-Fosses onder het op die dag opgeheven kanton Saint-Dié-des-Vosges-Est.

## Geografie
De oppervlakte van Nayemont-les-Fosses bedraagt 8,9 km², de bevolkingsdichtheid is 92,7 inwoners per km².
De onderstaande kaart toont de ligging van Nayemont-les-Fosses met de belangrijkste infrastructuur en aangrenzende gemeenten.

## Demografie
Onderstaande figuur toont het verloop van het inwonertal (bron: INSEE-tellingen).